# Concinnia
Concinnia — рід сцинкоподібних ящірок родини сцинкових (Scincidae). Представники цього роду є ендеміками Австралії.

## Види
Рід Concinnia нараховує 7 видів:
- Concinnia ampla (Covacevich & McDonald, 1980)
- Concinnia brachysoma (Lönnberg & Andersson, 1915)
- Concinnia frerei (Greer, 1992)
- Concinnia martini Wells & Wellington, 1983
- Concinnia sokosoma (Greer, 1992)
- Concinnia tenuis (Gray, 1831)
- Concinnia tigrina (De Vis, 1888)

## Етимологія
Наукова назва роду Concinnia походить від слова лат. concinna — вміло сполучений.